# إينوياشا (شخصية)
إينوياشا أو إينيوشا في الدبلجة العربية (باليابانية:犬|夜叉):هو الشخصية الرئيسية في أنمي إينوياشا نصف شيطان ونصف انسان بأذني كلب. يبحث عن جوهرة الشيكون نو تاما لزيادة قوته ليتحول إلى شيطان كامل. يعيش في الغابة، ويحارب الوحوش الأخرى، يقع إينوياشا وكيكيو في حب يعضها البعض فتخطط كيكيو لأن تعطي الجوهرة إلى إينوياشا ليصبح انسانا ويعيش معها فيوافق إينوياشا، لكن ناراكو دبر مكيدة لكيكيو ولانيوشا ليكرها بعضهما البعض (فتنكر ناراكو بهيئته فيقوم بمهاجمة كيكيو) , فتقوم كيكيو بإطلاق السهم عليه ليتعلق بالشجرة، وبعد خمسين سنة تنزع كاجومي السهم فيستيقظ إينوياشا. عنده قوة كبيرة لكنه يتصرف مثل الصغار غالبا. إينوياشا يحب كلا الفتاتين كيكيو وكاجومي، في النهاية يتزوج إينوياشا من كاجومي، وهو ذو قلب رحيم ولطيف يدافع ويقاتل باستخدام سيفه الذي ورثه عن أبيه .

## روابط خارجية
- إينوياشا على موقع ميوزك برينز (الإنجليزية)